# قائمة قرى قسم الخنافره، الفلاحية
قائمة قرى قسم الخنافره، الفلاحية
- قيداري
- قرية الشاوردي
- ناصري
- شهرك المنتظري
- غیاضي
- قرمه خروسي
- خروسي الشمالية
- رقبة
- عبودي
- البوجنام
- فية الشاوردي
- الحدبه
- خروسي الجنوبية
- المنصوري
- السالمي
- السراخية
- الشاوردي
- حسب إحصاءات سنة 2006، بلغ إجمالي السكان في قسم الخنافره 24,107 نسمة موزعين على 3,966 مسكن.[1]